# 邦彥王妃俔子
俔子（ちかこ，明治12年（1879年）10月19日 - 昭和31年（1956年）9月9日）。舊薩摩藩主、公爵島津忠義的七女，久邇宮邦彦王妃。
明治32年（1899年），與久邇宮邦彦王結婚，婚後有3男3女。為香淳皇后之母。上皇明仁的外祖母。
其四位姊姊分别為黑田長成夫人清子、山階宮菊麿王妃常子、德川達孝夫人知子及久松定謨夫人貞子；二位妹妹有德川家正夫人正子及徳川賴貞夫人為子。二位弟弟则是第30代島津家當主島津忠重、以及舊佐土原藩藩主孫女島津貴子丈夫島津久永的父親島津久範。